# (9742) Worpswede
(9742) Worpswede (1987 WT1) – planetoida z grupy pasa głównego asteroid okrążająca Słońce w ciągu 5,73 lat w średniej odległości 3,2 j.a. Odkryta 26 listopada 1987 roku.